# Justicia adhatoda
Юстиція адатода, васака (Justicia adhatoda) — вид рослини родини акантові.

## Назва
В англійській мові має назву «Малабарський горіх» (англ. Malabar nut).

## Будова
Невелике дерево або кущ з гладкою попелястою корою висотою до 3 м. Супротивні ланцетоподібні листки з коротким черешком досягають 15 см в довжину. На кінчиках гілочок розвиваються суцвіття з трубчастими білими з іржавими плямами квітами. Нижня частина обох губоподібних пелюсток помережана рожевими смугами. Квітне у холодний сезон. Плід — маленька капсула з чотирма насінинами.

## Поширення та середовище існування
Зростає на відкритих місцях та пустощах в Індії та Шрі Ланці.

## Практичне використання
Листя цього дерева широко використовують в Аюрведі.
Молоді ніжні пагони варять і їдять з сіллю.

## Галерея

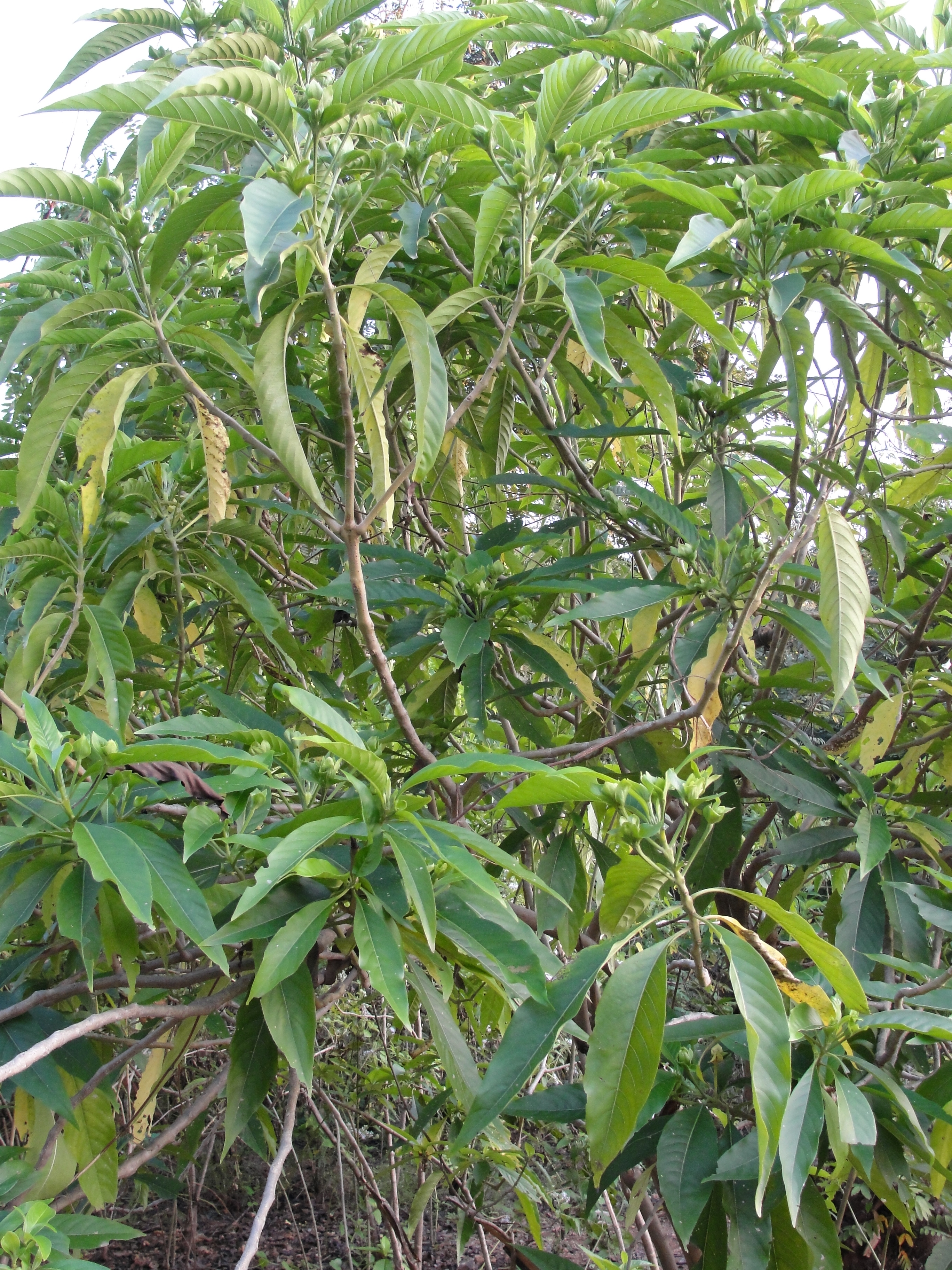
Гілки рослини
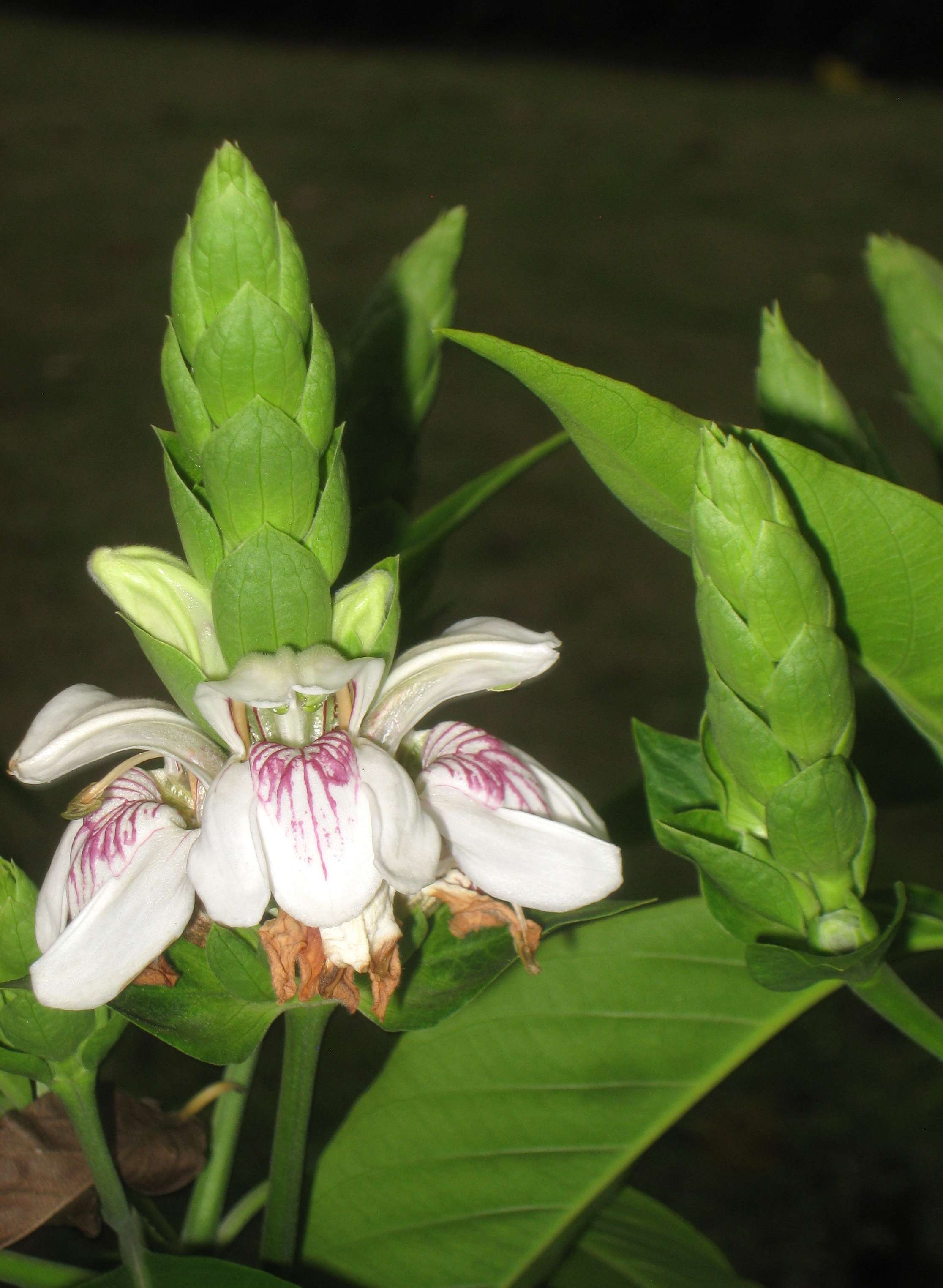
Суцвіття
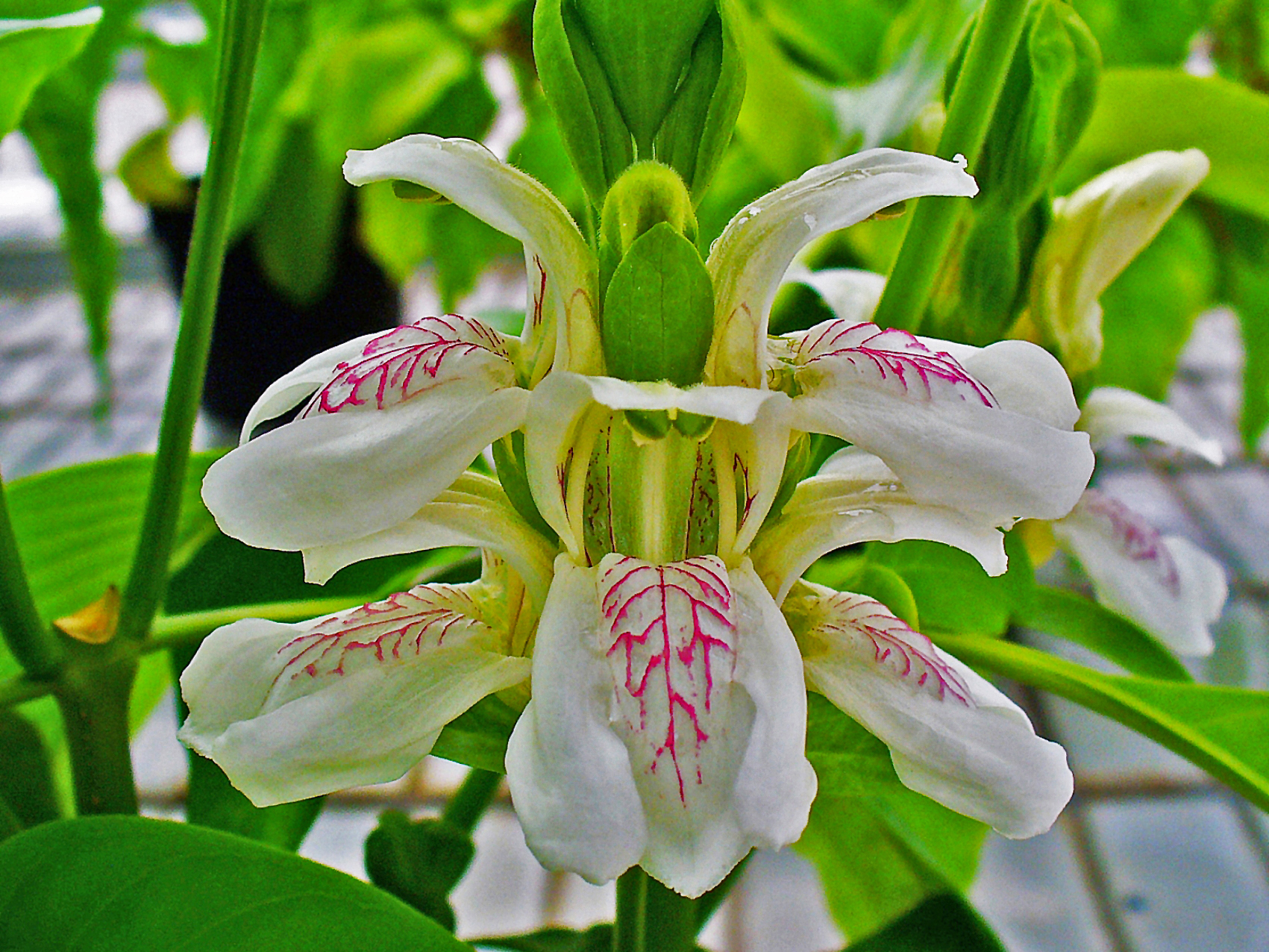
Квітка